# Colombine marquetée
Geophaps scripta
Espèce
Statut de conservation UICN

 LC  : Préoccupation mineure
La Colombine marquetée (Geophaps scripta) est une espèce de pigeon endémique de l'Australie.